# 尼羅草
尼羅草（学名：Acroceras macrum）为禾本科鳳頭黍屬下的一个种。

## 扩展阅读
- 維基物種上的相關：尼羅草